# Diucagors
De diucagors (Diuca diuca) is een zangvogel uit de familie Thraupidae (tangaren).

## Verspreiding en leefgebied
Deze soort telt vier ondersoorten:
- D. d. crassirostris: het noordelijke deel van Centraal-Chili, zuidelijk Bolivia en noordelijk Argentinië.
- D. d. diuca: centraal en het zuidelijke deel van Centraal-Chili en westelijk Argentinië.
- D. d. chiloensis: Chiloé (nabij het zuidelijke deel van Centraal-Chili).
- D. d. minor: centraal en zuidelijk Argentinië en zuidelijk Chili.